# Bahnstrecke Küntzig–Autel
| Streckenlänge: | 4,1 km               |                                |                                |
| Spurweite: | 1435 mm (Normalspur) |                                |                                |
| |                      |                                |                                |
| \| \| \| von Pettingen \| \| \| \| Küntzig \| \| \| \| nach Ettelbrück ⊙ \| \| \| \| Staatsgrenze Luxemburg/Belgien \| \| \| \| von Athus ⊙ \| \| \| \| von Luxemburg \| \| \| \| Autel \| \| \| \| nach Arlon \| |                      |                                |                                |
| Strecke (außer Betrieb) |                      | von Pettingen                  | von Pettingen                  |
| Bahnhof (Strecke außer Betrieb) |                      | Küntzig                        | Küntzig                        |
| Abzweig geradeaus und nach rechts (Strecke außer Betrieb) |                      | nach Ettelbrück ⊙              | nach Ettelbrück ⊙              |
| Grenze (Strecke außer Betrieb) |                      | Staatsgrenze Luxemburg/Belgien | Staatsgrenze Luxemburg/Belgien |
| Abzweig ehemals geradeaus und von links |                      | von Athus ⊙                    | von Athus ⊙                    |
| Abzweig geradeaus und von rechts |                      | von Luxemburg                  | von Luxemburg                  |
| ehemaliger Bahnhof |                      | Autel                          | Autel                          |
| Strecke |                      | nach Arlon                     | nach Arlon                     |

Die Bahnstrecke Küntzig–Autel ist eine heute stillgelegte Bahnstrecke in Luxemburg und Belgien.

## Geschichte
Die Strecke wurde von der Prinz-Heinrich-Eisenbahngesellschaft ohne staatliche Beihilfe gebaut, um einen von der Wilhelm-Luxemburg-Eisenbahngesellschaft (WL) unabhängigen Zugang zum belgischen Streckennetz zu erhalten. Die 4,1 km lange Strecke wurde am 3. Juli 1874 eröffnet.
Bereits vier Jahre nach der Öffnung wurde 1878 zwischen der Anonymen Luxemburgischen Prinz-Heinrich-Eisenbahn- und Erzgrubengesellschaft (Nachfolgegesellschaft nach dem Konkurs der ersten Prinz-Heinrich-Eisenbahngesellschaft, welche sämtliche Strecken und Betriebsmittel übernommen hatte) und den Reichseisenbahnen in Elsaß-Lothringen – welche die Strecken der WL betrieb – ein Abkommen geschlossen. Da fortan die Wagen zwischen der PH und der WL ohne Zuschlag getauscht wurden, war der Bauzweck der Strecke hinfällig. Danach wurde die Strecke nur noch für Bedarfsgüterzüge genutzt. Um 1900 wurden die Gleise abgebaut.